# Seres SF5
Seres SF5 — электромобиль-кроссовер компании DFSK Motor, официально представленный на автосалоне в Гуанчжоу в 2019 году.

## Описание
Seres SF5 впервые был представлен в 2019 году. Его центральная консоль оснащена 17-дюймовым экраном. 
Seres SF5 является первым автомобилем с информационно-развлекательной системой под управлением AliOS 2.0.
Размеры шин составляют 255/45 R20 и 255/40 R21. Модель с компоновкой 2WD приводится в движение одним двигателем, а полноприводные модели приводятся в движение двумя двигателями.
Цены варьируются от 278 000 до 458 000 юаней.

### Seres A5
Seres A5 является аккумуляторным электромобилем[неизвестный термин] на базе Seres SF5 с длиной, увеличенной на 10 мм, и высотой, уменьшенной на 5 мм. Масса составляет 2220/2360 кг. Максимальная скорость ограничена до 180 км/ч.

## Технические характеристики
| Модель  | Двигатель        | Расположение                                  | Мощность            |
| ------- | ---------------- | --------------------------------------------- | ------------------- |
| SF5 RWD | 1,5 л SFG15TR I4 | Сзади: Seres SEP200; 255 кВт (347 л. с.)      | 255 кВт (347 л. с.) |
| SF5 AWD | 1,5 л SFG15TR I4 | Спереди: Huawei DriveONE; 150 кВт (204 л. с.) | 405 кВт (551 л. с.) |
| SF5 AWD | 1,5 л SFG15TR I4 | Сзади: Seres SEP200; 255 кВт (347 л. с.)      | 405 кВт (551 л. с.) |
| A5 RWD  | —                | Сзади: Seres SEP200; 255 кВт (347 л. с.)      | 255 кВт (347 л. с.) |
| A5 AWD  | —                | Спереди: Seres SEP201 220 кВт (299 л. с.)     | 475 кВт (646 л. с.) |
| A5 AWD  | —                | Сзади: Seres SEP200 255 кВт (347 л. с.)       | 475 кВт (646 л. с.) |

## Aito M5
В декабре 2021 года была представлена модифицированная версия Seres SF5 под названием AITO M5. Автомобиль разработан компаниями AITO и Huawei.
- Вид спереди
- Вид сзади